# Lake Meston
Der Lake Meston ist ein See im Zentrum des australischen Bundesstaates Tasmanien.
Er liegt im Zentrum des Walls-of-Jerusalem-Nationalparks. Der Mersey River entspringt in ihm. An seinem Nordwestufer liegt der Mount Rogoona.